# Mario Maloča
Mario Maloča (Zagreb, 4. svibnja 1989.) hrvatski je nogometaš koji igra na poziciji stopera. Trenutačno igra za Jarun.

## Karijera

### Hajduk
Kao junior najviše je nastupao u dresu zagrebačkog Dinama, punih 6 godina. Prije odlaska na provjeru u Hajduk igra još i za mlađe kategorije NK Zagreba, Intera i Kamen Ingrada.
Sa 17 godina dolazi u Split gdje nakon 3 tjedna probe kod trenera Joška Španjića ostaje u klubu. S 18 i pol godina debitira u prvoj momčadi protiv Šibenika, a nakon vrlo dobro odigranog derbija na Maksimiru (tek druge profesionalne utakmice u karijeri) ustaljuje se na mjestu stopera Hajduka u konkurenciji s Tudorom, Sablićem i Živkovićem. Do kraja sezone pokazuje tipične mladenačke oscilacije, ali i veliki talent kojim bi u budućnosti mogao biti važna karika splitske momčadi. 
Po završetku sezone odbija potpisati novi ugovor, nezadovoljan raspodjelom novca prilikom budućeg transfera. Međutim, nakon što je propustio cijele pripreme u Sloveniji, uvidjevši da mu je Hajduk ipak najbolja opcija pristaje na uvjete kluba i potpisuje novi 5-godišnji ugovor. Jesenski dio sezone bilježi 12 utakmica na poziciji stopera izmjenjujući se zajedno s Borisom Pandžom i Juricom Buljatom. U sezonu 2012./2013. ulazi kao kapetan vrlo mlade momčadi Hajduka, te se iskazuje kao vrhunski stoper i kapetan. Tada je osvojivši Kup (kao kapetan) prvi podignuo pehar Rabuzinovo sunce.
Nakon što se drugi puta vratio kao trener u Hajduk, Goran Vučević prebacuje Maloču u B momčad, za kojega kaže da dok je on trener, u Hajduku neće igrati u prvoj momčadi. U momčad ga vraća Hari Vukas nakon odstupanja Gorana Vučevića s mjesta trenera. Na kraju sezone s još nekoliko igrača biva otpisan i slobodan u traženju novog kluba.
Statistika u Hajduku
| Natjecanje        | Nastupi | Zgoditci |
| ----------------- | ------- | -------- |
| Prvenstvo         | 170     | 4        |
| Kup               | 32      | 3        |
| Superkup          | 1       | 0        |
| Međunarodne       | 30      | 1        |
| Splitski podsavez | 0       | 0        |
| Ukupno            | 233     | 8        |
| Prijateljske      | 83      | 0        |
| Sveukupno         | 316     | 8        |

### Lechia Gdanjsk
Dana 2. srpnja 2015. godine Mario prelazi u Lechiju Gdanjsk. Već u svom prvom nastupu za svoj novi klub, u prijateljskoj utakmici s Wolfsburgom, zabija glavom za konačnih 1:1.
Svoj prvi prvenstveni pogodak postigao je na gostovanju kod Wisle Krakow u 87. minuti utakmice kada donosi bod svojoj Lechiji.
Po završetku sezone 2016./17., u anketi koju je organizirala službena stranica Ekstraklase,  Maloča je pomeo konkurenciju te je proglašen najboljim stoperom lige u protekloj sezoni.

### Greuther Fürth
U srpnju 2017. godine Maloča se preselio u 2. Bundesligu u Greuther Fürth na posudbu. Sljedeće ljeto postaje i stalni član Fürtha nakon isteka ugovora s Lechijom.

### Povratak u Lechiju Gdanjsk
Nakon dvije odigrane sezone u Njemačkoj, Maloča se vratio u Lechiju s kojom potpisuje trogodišnji ugovor.

### Gorica
Krajem srpnja 2023. godine, nakon osam godina u inozemstvu, Maloča se vratio u hrvatski nogomet potpisavši dvogodišnji ugovor s Goricom.

## Statistike

### Klupska statistika
- Ažurirano 28. ožujka 2024.
- Nas. = nastupi; Gol. = golovi

| Klub                     | Sezona            | Liga | Liga | Kup  | Kup  | Europa1 | Europa1 | Ostalo2 | Ostalo2 | Ukupno | Ukupno |
| Klub                     | Sezona            | Nas. | Gol. | Nas. | Gol. | Nas.    | Gol.    | Nas.    | Gol.    | Nas.   | Gol.   |
| ------------------------ | ----------------- | ---- | ---- | ---- | ---- | ------- | ------- | ------- | ------- | ------ | ------ |
| Hajduk Split             | 2007./08.         | 12   | 0    | 4    | 1    | —       | —       | —       | —       | 16     | 1      |
| Hajduk Split             | 2008./09.         | 16   | 0    | 5    | 1    | 3       | 0       | —       | —       | 24     | 1      |
| Hajduk Split             | 2009./10.         | 20   | 0    | 6    | 0    | 2       | 0       | —       | —       | 28     | 0      |
| Hajduk Split             | 2010./11.         | 27   | 0    | 1    | 0    | 9       | 0       | 1       | 0       | 38     | 0      |
| Hajduk Split             | 2011./12.         | 14   | 1    | 3    | 0    | 2       | 0       | —       | —       | 19     | 1      |
| Hajduk Split             | 2012./13.         | 23   | 1    | 6    | 0    | 4       | 0       | —       | —       | 33     | 1      |
| Hajduk Split             | 2013./14.         | 30   | 1    | 2    | 0    | 4       | 1       | —       | —       | 36     | 2      |
| Hajduk Split             | 2014./15.         | 28   | 1    | 5    | 1    | 6       | 0       | —       | —       | 39     | 2      |
| Hajduk Split             | Ukupno            | 170  | 4    | 32   | 3    | 30      | 1       | 1       | 0       | 233    | 8      |
| Lechia Gdanjsk           | 2015./16.         | 28   | 2    | 0    | 0    | —       | —       | —       | —       | 28     | 2      |
| Lechia Gdanjsk           | 2016./17.         | 31   | 2    | 1    | 0    | —       | —       | —       | —       | 32     | 2      |
| Lechia Gdanjsk           | 2017./18.         | 1    | 0    | 0    | 0    | —       | —       | —       | —       | 1      | 0      |
| Lechia Gdanjsk           | Ukupno            | 60   | 4    | 1    | 0    | 0       | 0       | 0       | 0       | 61     | 4      |
| Greuther Fürth (posudba) | 2017./18.         | 31   | 2    | 2    | 0    | —       | —       | —       | —       | 33     | 2      |
| Greuther Fürth           | 2018./19.         | 24   | 0    | 1    | 0    | —       | —       | —       | —       | 25     | 0      |
| Greuther Fürth           | Ukupno            | 55   | 2    | 3    | 0    | 0       | 0       | 0       | 0       | 58     | 2      |
| Lechia Gdanjsk           | 2019./20.         | 27   | 0    | 4    | 0    | 0       | 0       | 1       | 0       | 32     | 0      |
| Lechia Gdanjsk           | 2020./21.         | 15   | 1    | 0    | 0    | —       | —       | —       | —       | 15     | 1      |
| Lechia Gdanjsk           | 2021./22.         | 31   | 0    | 2    | 0    | —       | —       | —       | —       | 33     | 0      |
| Lechia Gdanjsk           | 2022./23.         | 27   | 1    | 2    | 0    | 4       | 0       | —       | —       | 33     | 1      |
| Lechia Gdanjsk           | Ukupno            | 100  | 2    | 8    | 0    | 4       | 0       | 1       | 0       | 113    | 2      |
| Gorica                   | 2023./24.         | 25   | 0    | 2    | 0    | —       | —       | —       | —       | 27     | 0      |
| Gorica                   | Ukupno            | 25   | 0    | 2    | 0    | 0       | 0       | 0       | 0       | 27     | 0      |
| Ukupno u karijeri        | Ukupno u karijeri | 410  | 12   | 46   | 3    | 34      | 1       | 2       | 0       | 492    | 16     |

Bilješke
- 1: uključuje nastupe u Europskoj ligi te u kvalifikacijama za Europsku ligu i Konferencijsku ligu
- 2: uključuje nastupe u hrvatskom Superkupu i poljskom Superkupu

### Reprezentativna statistika
Ažurirano 1. lipnja 2023.
| Hrvatska nogometna reprezentacija | Hrvatska nogometna reprezentacija | Hrvatska nogometna reprezentacija |
| Godina                            | Nastupi                           | Golovi                            |
| --------------------------------- | --------------------------------- | --------------------------------- |
| 2012.                             | 1                                 | 0                                 |
| Ukupno                            | 1                                 | 0                                 |

## Klupski uspjesi
HNK Hajduk Split:
- Hrvatski nogometni kup (2): 2009./10., 2012./13.

Lechia Gdańsk:
- Poljski nogometni superkup (1): 2019.

## Vanjske poveznice
- Profil na Transfermarktu
- Profil na Soccerwayu